# Michael Wong (Sänger)

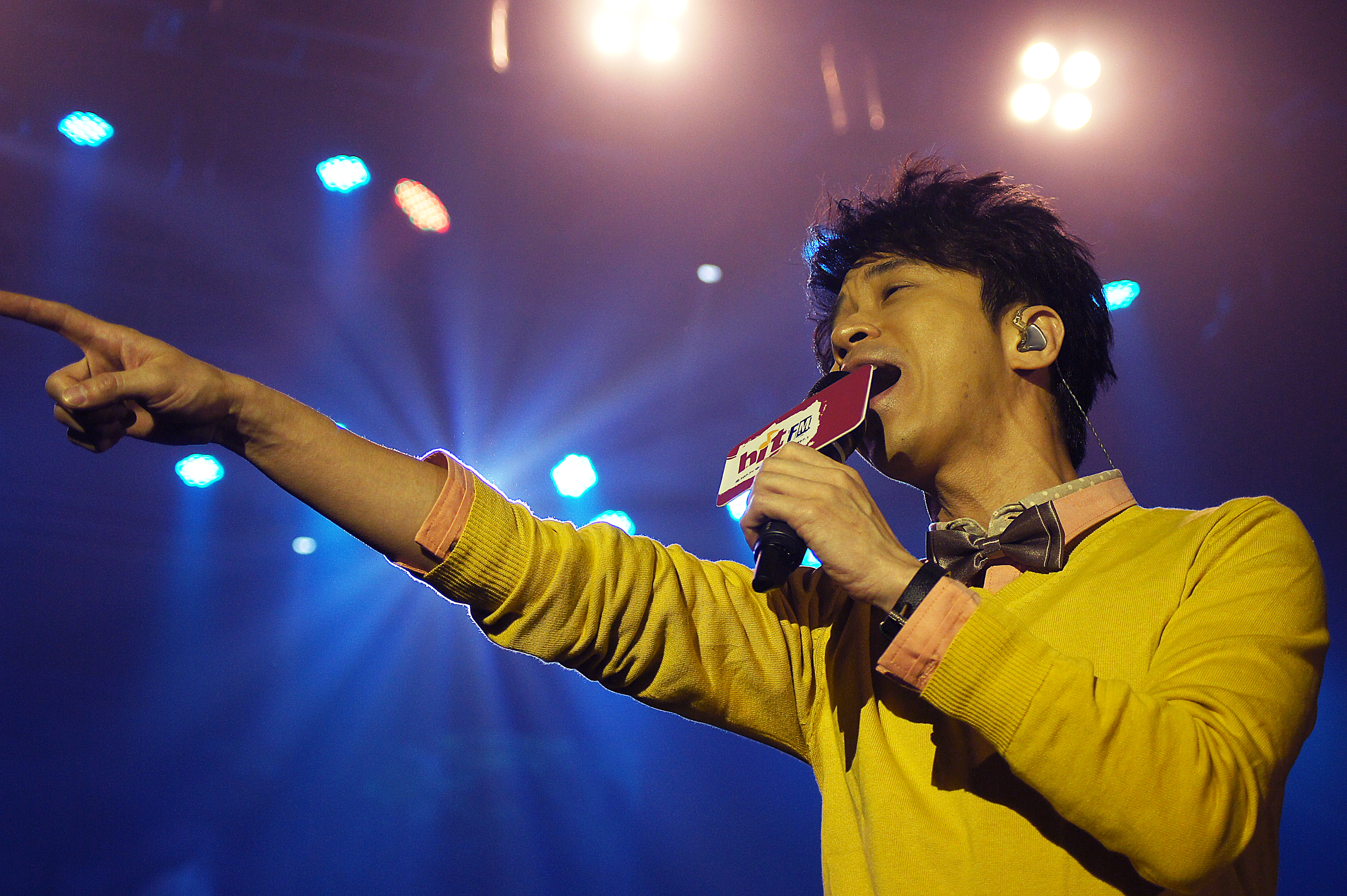
Michael Wong (2013)

Michael Wong (chinesisch 王光良, Pinyin Wáng Guāngliáng; * 30. August 1970 in Ipoh) ist ein malaysischer Mandopop-Sänger und Komponist. Er ist auch unter den Namen Guang-Liang, Michael Wong Guang-liang, Michael Wang Guangliang, Wong Kong Leong, Guang Liang, Guangliang Wang und  Kwong-Leung Wong gelistet.

## Leben und Wirken
Er begann seine Karriere als Sänger beim Label Rock Records in einem Duo mit Victor Wong (黄品冠,  Huáng Pǐnguàn). Trotz großen Erfolgs trennten sie sich im Jahr 2000. Seitdem hat Michael Wong vier Alben herausgebracht. Das bekannteste davon ist das Album Tóng Huà – Fairy Tale (童話). Wong hat auch Erfolg als Schauspieler in chinesischen Filmen und Dramen.

## Diskografie

### Soloalben
- Dì Yī Cì Gè Rén Chuàng Zuò Zhuān Jí (第一次個人創作專輯, 10. Mai 2001)
- Guāng Máng (光芒, englisch Ray of Light; 8. November 2002)
- Tóng Huà – Fairy Tale (童話; 1. Januar 2005)
- Yuē Dìng – Commitment (約定; 3. März 2006)
- Bú Huì Fēn Lí – Never apart (不會分離; 9. November 2007)
- Yòu Shǒu Biān -Right Hand Side (右手邊 19. September, 2008)
- First Digital Single   (31. Juli, 2009)
- Tai Tian Zhen - So Naive (太天真 9. September, 2010)
- Huí Yì Lǐ De Fēng Kuáng - Crazy Memories (回忆里的疯狂 8. Juli, 2013)
- Na Xie Wei Wan Cheng De (那些未完成的 2. Mai, 2015)

### Andere
- Wǒ Yào Gēn Suí Tā (我要跟隨祂; Kompilation von christlicher Musik, 1994)
- Shì Jiè Yīn Ài Fā Guāng (世界因愛發光; EP-Album, Dezember 1997)
- Michael 1996-2006 the greatest hits (16. Mai 2007)